# Luigi Bianchi D'Espinosa
Luigi Bianchi d'Espinosa (Napoli, 11 gennaio 1911 – Milano, 26 giugno 1972) è stato un magistrato e partigiano italiano.

## Biografia
Entrato in magistratura sotto il fascismo, abbandonò il suo posto di giudice al tribunale di Firenze dopo l'armistizio dell'8 settembre 1943, quando si rifiutò di sostituire negli uffici giudiziari l'immagine del re Vittorio Emanuele III con quella di Benito Mussolini. Da quel momento si unì ai gruppi della Resistenza nell'Italia Centrale, svolgendo soprattutto compiti di collegamento tra le unità combattenti ed i reparti alleati in avanzamento verso il nord della Penisola.
Al termine della guerra riprese il suo servizio in magistratura e svolse a Milano la parte più importante della sua carriera, diventando presidente di sezione in tribunale e successivamente Procuratore generale.
Il suo nome è legato a due decisioni che segnarono in senso progressista l'evoluzione della magistratura italiana. Fu presidente del collegio che assolse dalle accuse principali tre studenti del Liceo classico Giuseppe Parini, indagati per un'inchiesta sulle abitudini sessuali delle giovani generazioni pubblicata sul giornalino scolastico La zanzara, diretto in seguito da uno studente di terza liceo, Walter Tobagi, futuro brillante giornalista del Corriere della Sera. I ragazzi incriminati erano Claudia Beltramo Ceppi, figlia del primo questore antifascista di Milano nel 1945, Marco De Poli e Marco Sassano, figlio del direttore del quotidiano socialista Avanti!.
Fu inoltre autore della richiesta d'autorizzazione a procedere nei confronti di Giorgio Almirante, segretario del Movimento Sociale Italiano, e di un folto gruppo di dirigenti dello stesso partito accusati di ricostituzione del partito fascista. La morte di Bianchi d'Espinosa, avvenuta nel 1972 all'età di 61 anni per un tumore polmonare, avvenne prima che la pratica arrivasse all'esame del Parlamento.